# Wappen der Länder der Bundesrepublik Deutschland

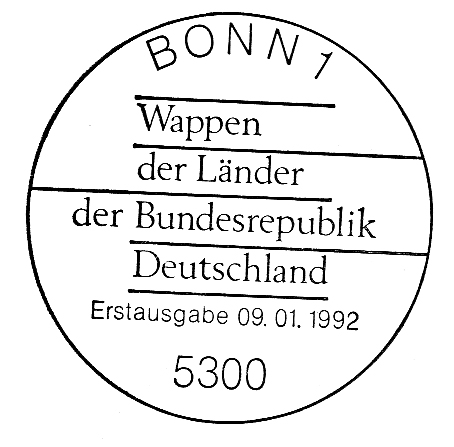
Ersttagsstempel der Serie aus Bonn

Wappen der Länder der Bundesrepublik Deutschland war eine Sonderpostwertzeichenserie der Deutschen Bundespost die zwischen 1992 und 1994 erschienen ist.

## Ausgabeanlass
„Gerade diese Briefmarkenserie soll die Öffentlichkeit auf die junge und jüngste Geschichte sowie den föderalen Aufbau der Bundesrepublik Deutschland aufmerksam machen.“

## Beschreibung
Insgesamt sind 16 Marken – also für jedes deutsche Bundesland eine – herausgekommen. Die Marken zeigen eine politische Deutschlandkarte, hervorgehoben ist das jeweilige Bundesland mit dem dazugehörigen Landeswappen.
Jede Marke hatte einen Frankaturwert von 100 Pfennig und entsprach damit dem Entgelt für einen Standardbrief innerhalb Deutschlands und Europas.
Die Postwertzeichen haben eine Größe von 35 × 35 Millimetern und wurden im Offsetdruck in Bögen (BDB) zu je 5×5 Marken mit einer Kammzähnung von 13 3/4 hergestellt. Die Entwürfe stammen von dem Münchner Grafiker, Professor Ernst Jünger. Die Auflage schwankte zwischen 8,1 und 32,55 Millionen Stück. Im Durchschnitt gab es von jeder Marke ca. 25,226 Millionen Stück. Insgesamt sind 403.616.000 Marken gedruckt worden.

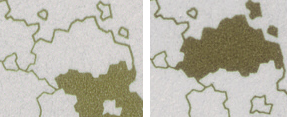
Gebietsaustausch zwischen Brandenburg und Mecklenburg-Vorpommern

Mit der Herausgabe der Marke für Mecklenburg-Vorpommern wurde die Deutschlandkarte verändert und berücksichtigte nun den in der Zwischenzeit vorgenommenen Gebietsaustausch zwischen den Ländern Mecklenburg-Vorpommern und Brandenburg im Raum Lenzen an der Elbe.

## Gültigkeit
Alle ausgegebenen Briefmarken waren ursprünglich unbeschränkt frankaturgültig. Durch die Einführung des Euro als europäische Gemeinschaftswährung zum 1. Januar 2002 wurde diese Regelung hinfällig.
Die Briefmarken konnten allerdings bis zum 30. Juni 2002 genutzt werden. Ein Umtausch war noch bis zum 30. September in den Filialen der Deutschen Post möglich, danach bis zum 30. Juni 2003 zentral in der Niederlassung Philatelie der Deutsche Post AG in Frankfurt.

## Liste
| Marke | Bundesland                                  | Ausgabedatum       | Auflage    | ETB     | ETB-Auflage | Michel-Nr.    |
| ----- | ------------------------------------------- | ------------------ | ---------- | ------- | ----------- | ------------- |
|       | Baden-Württemberg (Wappenbeschreibung)      | 9. Januar 1992     | 31.235.000 | 5/1992  | 416.800     | 1586          |
|       | Bayern (Wappenbeschreibung)                 | 12. März 1992      | 32.000.000 | 13/1992 | 416.800     | 1587          |
|       | Berlin (Wappenbeschreibung)                 | 11. Juni 1992      | 29.660.000 | 25/1992 | 408.800     | 1588          |
|       | Brandenburg (Wappenbeschreibung)            | 16. Juli 1992      | 31.200.000 | 29/1992 | 408.800     | 1589 (→ 1941) |
|       | Bremen (Wappenbeschreibung)                 | 13. August 1992    | 32.550.000 | 34/1992 | 416.800     | 1590          |
|       | Hamburg (Wappenbeschreibung)                | 10. September 1992 | 28.940.000 | 39/1992 | 408.800     | 1591          |
|       | Hessen (Wappenbeschreibung)                 | 11. März 1993      | 24.350.000 | 11/1993 | 361.400     | 1660          |
|       | Mecklenburg-Vorpommern (Wappenbeschreibung) | 17. Juni 1993      | 8.100.000  | 25/1993 | 371.600     | 1661          |
|       | Niedersachsen (Wappenbeschreibung)          | 15. Juli 1993      | 23.235.000 | 28/1993 | 371.600     | 1662          |
|       | Nordrhein-Westfalen (Wappenbeschreibung)    | 12. August 1993    | 23.800.000 | 32/1993 | 369.600     | 1663          |
|       | Rheinland-Pfalz (Wappenbeschreibung)        | 16. September 1993 | 24.730.000 | 39/1993 | 369.600     | 1664          |
|       | Saarland (Wappenbeschreibung)               | 13. Januar 1994    | 18.500.000 | 4/1994  | 337.600     | 1712          |
|       | Sachsen (Wappenbeschreibung)                | 10. März 1994      | 25.200.000 | 11/1994 | 337.600     | 1713          |
|       | Sachsen-Anhalt (Wappenbeschreibung)         | 16. Juni 1994      | 24.800.000 | 21/1994 | 326.000     | 1714          |
|       | Schleswig-Holstein (Wappenbeschreibung)     | 14. Juli 1994      | 25.436.000 | 24/1994 | 326.000     | 1715          |
|       | Thüringen (Wappenbeschreibung)              | 8. September 1994  | 19.880.000 | 32/1994 | 326.000     | 1716          |

## Ersttagsbriefe
Wie üblich gab es für die jeweiligen Briefmarken Ersttagsstempel aus „1000 Berlin 12“ und „5300 Bonn 1“ beziehungsweise nach der Umstellung auf die fünfstellige Postleitzahl „10619 Berlin 12“ und „53111 Bonn 1“. Auch Sonderstempel in den jeweiligen Landeshauptstädten waren üblich. Da es keine amtlichen Ersttagsbriefe gab, konnten Briefmarkenhändler eigene Umschläge gestalten bzw. Sammler auch normale Umschläge für den Ersttag verwenden. Wobei Ersttagsbriefe, die echt gelaufen sind, unter Sammlern höher gewertet werden, als solche, die nicht gelaufen sind. Im folgenden Beispiel ist nur der Ersttagsbrief mit der Hamburger Marke tatsächlich mit der Briefpost befördert worden.

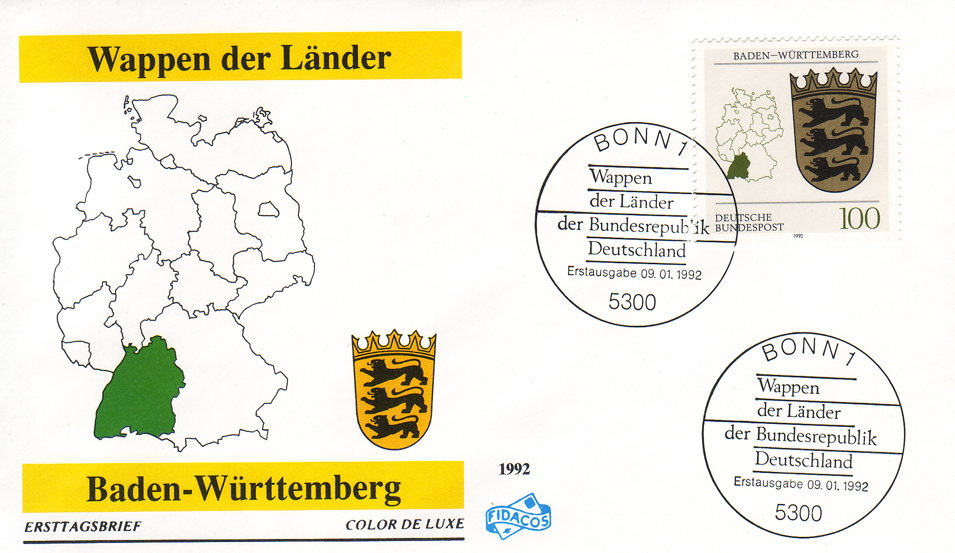
Ersttagsbrief Baden-Württemberg mit Bonner Stempel
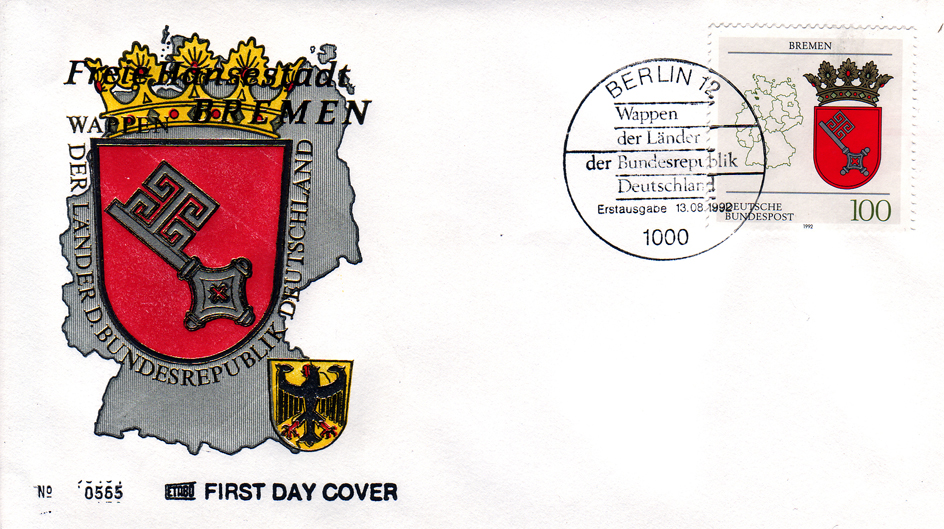
Ersttagsbrief Bremen mit Berliner Stempel
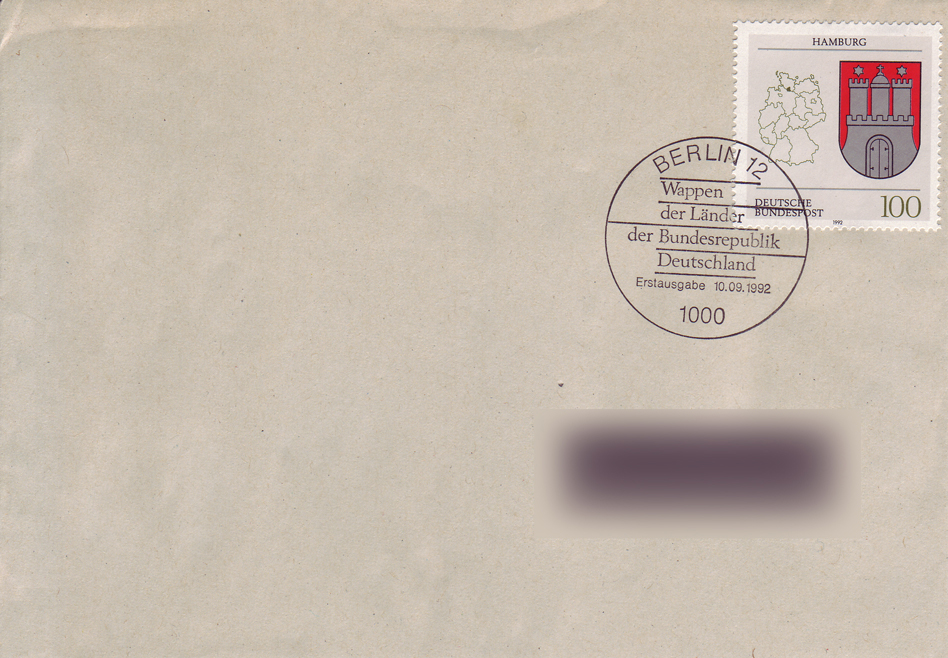
Echtgelaufener Ersttagsbrief: Hamburg mit Berliner Stempel

## Motivgleiche Briefmarke
Wegen des Oderhochwassers 1997 wurde kurzfristig eine Sondermarke mit Zuschlag (110 + 90 Pfennig) auf Basis des Brandenburg-Motivs herausgegeben. Die Marken erschienen im Kleinbogen zu 5×2 Marken und wurden im Mehrfarben-Offsetdruck bei der Bundesdruckerei GmbH in Berlin auf gestrichenes weißes fluoreszierendes Postwertzeichenpapier DP 2 in der gleichen Größe wie die ursprüngliche Serie gedruckt.
| Marke | Beschreibung                | Ausgabedatum    | Auflage   | ETB      | ETB-Auflage | Michel-Nr.    |
| ----- | --------------------------- | --------------- | --------- | -------- | ----------- | ------------- |
|       | Hochwasserhilfe Brandenburg | 19. August 1997 | 3.760.000 | 28A/1997 | 270.200     | 1941 (→ 1589) |